# The Villas at Disney's Wilderness Lodge
The Villas at Disney's Wilderness Lodge is een Disney Vacation Club Resort in het Walt Disney World Resort in Lake Buena Vista, Florida, dat wordt beheerd door The Walt Disney Company. De opening van The Villas at Disney's Wilderness Lodge was op 5 november 2000. Het resort kan alleen worden bezocht door leden van de Disney Vacation Club. Echter, wanneer de kamers niet allemaal bezet zijn, kunnen ook andere gasten in de kamers verblijven.

## Eetgelegenheden
The Villas at Disney's Wilderness Lodge heeft zelf geen restaurants, maar voor het dineren kunnen de gasten terecht bij Disney's Wilderness Lodge